# بریزه، حماة
بریزه (به عربی: بریزة) یک روستا در سوریه است که در ناحیه وادی العیون واقع شده‌است. بریزه ۱۹۶ نفر جمعیت دارد.